# Massakren på tonkawaerne
Massakren på tonkawaerne er flere forskellige indfødte amerikaneres fællesangreb på en lejr tonkawaer i 1862 i Indianerterritoriet (Oklahoma). En tredjedel af den lille tonkawa stamme blev udryddet.

## Tonkawaerne i Indianerterritoriet
Fra en nomadetilværelse i det centrale Texas med bisonjagt som livsophold blev tonkawa stammen forflyttet af de amerikanske myndigheder til et område nær Fort Cobb i Indianerterritoriet i 1859.:69 
Her spejdede høvding Placido og tonkawa krigerne som før for den amerikanske hær og Texas Rangers,:71  bl.a. imod deres traditionelle og langt mere talrige fjender i comanche - og kiowa stammen.:65  Dette kombineret med comancherne og kiowaernes syn på tonkawaerne som kannibaler gav vedvarende næring til de to stammers fjendskab mod dem.:65  :219  Flere andre stammer i Indianerterritoriet delte afskyen for tonkawaerne,:23  der dyrkede ceremoniel kannibalisme.:218 

## Massakren
Den amerikanske borgerkrig rasede i 1862.
Tonkawaerne hørte ind under reservat-forvaltningen ved Fort Cobb styret af fuldmægtig (Indian agent) Mathew Leeper. Midt på året opstod der stærk modvilje mod sydstats-sympatisøren Leeper blandt flere lokale stammer, der tog nordstaternes parti.
Om aftenen den 23. oktober angreb mange comancher, caddoer, delawarer, kickapooer, shawneer og måske også kiowaer samt krigere fra andre stammer forvaltningen lidt nord for Washita River. De brændte bygningerne og dræbte fire ansatte, mens Leeper undslap.:71 
De 306 tonkawaer under høvding Placido holdt til på den anden side af Washita River noget sydøst for forvaltningen. En gruppe jægere havde forladt lejren tidligere på dagen med flere af stammens våben.:71  Høvding Placido og resten af lejren flygtede østpå ved lyden af skud for at søge sikkerhed ved Fort Arbuckle omkring 100 km længere nede ad Washita River, der var bemandet med sydstats-tropper.:225  Før morgen stoppede de i en dal tæt ved Anadarko, hvor de troede sig i nogenlunde sikkerhed.:31 
Tonkawaerne havde angiveligt dræbt en eller to shawneer kort tid før, og de forenede stammer fulgte sporet af de flygtende, efter at de havde lagt forvaltningen i ruiner. Inden natten rindede ud, omringede de i skjul tonkawaernes midlertidige tilflugtssted. Ved morgengry den 24. oktober angreb de. Flere var bevæbnet med gode rifler.:71 
Mindst 137 mænd, kvinder og børn mistede livet, inclusive høvding Placido. Angriberne bortførte desuden flere børn.:71 

## Efter massakren
De overlevende nåede ned til Fort Arbuckle. Nogle tonkawaer forblev i Indianerterritoriet, mens mange fulgte høvding Castile tilbage til Texas. Her holdt de stadig til ved borgerkrigens afslutning, da de ikke kunne se nogen fremtid for stammen i et reservat blandt de fjendtlige indfødte i Indianerterritoriet.:150 
En tid holdt tonkawaerne til ved militærstationen Fort Belknap, Texas. De rykkede videre derfra til det nybyggede Fort Griffin ved en biflod til Brazos River sammen med hæren i 1867.:72  De slog sig ned i nærheden af fortet på et stykke udpeget jord, hvor de dyrkede grøntsager.:69  I lighed med tidligere meldte en del mænd sig som spejdere for hæren mod fjendtlige stammer,:152  mens nogle kvinder fandt husligt arbejde i fortet.:69 
Seks år efter massakren så forbipasserende stadig knogler og kranier på kamppladsen nær Washita River,:71  der blev kendt som Tonkawa Valley.:226 
I 1935 døde den sidste overlevende fra massakren, Cochanna Rush.:227 